# 碳-12
12C是质量数为12的碳原子，其质子数和中子數都为6，它是碳元素的一種同位素，在世界现存碳元素中占比98.89%，是最常见的碳同位素。
在2019年5月20日國際單位制基本單位的重新定義之前，碳-12原子曾被用来作为亞佛加厥常數（阿佛加德羅常數）的标准：12克碳-12中所含原子的个数被定义为阿伏伽德罗常数6.022×1023。

## 形成
碳-12，可於約攝氏兩億度的兩個氦-4原子核撞擊形成鈹-8，在鈹-8未衰變前若又撞擊一個氦-4原子核，即形成碳-12，此過程被稱為3氦過程。

碳-12的形成

| 相邻较轻同位素: 碳-11   | 碳-12是 碳的同位素 | 相邻较重同位素: 碳-13 |
| 母同位素： 硼-12、氮-12 | 碳-12的 衰變鏈     | 衰變產物為 稳定       |